# Beacon (West-Australië)
Beacon is een plaats in de regio Wheatbelt in West-Australië. Het ligt 333 kilometer ten noordoosten van Perth, 141 kilometer ten oosten van Dalwallinu en 43 kilometer ten noorden van Bencubbin.

## Geschiedenis
Ten tijde van de Europese kolonisatie leefden de Kalamaia Aborigines in de streek.
John Septimus Roe was in 1836 de eerste Europeaan die de streek verkende. Hij vernoemde een granieten ontsluiting, 'Marshall Rock', waarnaar het district later vernoemd werd, naar zijn vriend kapitein Marshall MacDermott, de eerste manager van de West-Australische tak van de 'Bank of Australasia'. Tegen 1840 deden sandelhoutsnijders en schapenhoeders de streek aan. In de jaren 1890 werd landbouw in de streek mogelijk maar pas in 1908 vestigden de eerste landbouwers er zich. De streek ontwikkelde eerst rond Bencubbin waar in 1917 een spoorweg opende. In de jaren 1920 ontwikkelde de West-Australische overheid een plan om 3.500 landbouwbedrijven op te richten rond Southern Cross, Newdegate, Esperance, Salmon Gums, Ravensthorpe en ten noorden van Bencubbin.
Rond 1926-27 hadden zich reeds enkele landbouwers rond Beacon Rock gevestigd. In 1928 werden ten noorden van Bencubbin een 200-tal kavels voor landbouwbedrijven aangeboden. Tegen 1930 leefden er ongeveer 1.400 mensen in het noordelijk deel van het district. In 1931 werd Beacon officieel gesticht. In 1929 was voorgesteld de plaats Beacon Rock te noemen maar de 'Rock' werd uiteindelijk weggelaten. Het is niet bekend vanwaar de naam komt. Het dorp had in 1931 reeds een bakker, een beenhouwer, een groentewinkel, een garage en twee pensions. Op 4 mei 1931 deed de eerste trein Beacon aan. Op 3 september 1932 werd de 'Beacon Town Hall' geopend en op 31 oktober het eerste basisschooltje. In 1935 kreeg winkelier R.E. Rowlands de toelating om een postkantoor naast zijn winkel te bouwen.
Tijdens crisis van de jaren 1930 verlieten vele landbouwers hun bedrijven. Ze hadden al enkele enkele droge jaren achter de rug en op de verlaten bedrijven ontstonden sprinkhanenplagen. Tegen 1940 was het bevolkingsaantal met de helft gedaald. Het aantal schapen was echter verdriedubbeld. Tijdens de Tweede Wereldoorlog was er een tekort aan onder meer arbeidskrachten, olie en banden. In 1950 werd beslist een nieuwe 'Town Hall' te bouwen en op 1 december 1956 werd deze geopend. In 1954 werd een schoolgebouw uit de nabijheid van Wialki naar Beacon verhuisd en op 23 juli 1954 opende de school de deuren. Het 'Silver Chain Centre', een geneeskundig centrum, opende in 1962. De winkel met postkantoor uit de jaren 30 werd in 1964 in een ander gebouw ondergebracht. In 1994 kreeg Beacon een bibliotheek. De gemeenschap kocht in 1998 de winkel met postkantoor en bracht het onder in een coöperatie. In maart 2004 werd een nieuw gemeenschapscentrum geopend, Beacon Central. In 2010 veranderde het van naam en werd het 'Beacon Central Community Resource Centre'.

## 21e eeuw
Beacon maakt deel uit van het landbouwdistrict Shire of Mt Marshall. Het is een verzamel- en ophaalpunt voor de oogst van de graanproducenten uit de streek die bij de Co-operative Bulk Handling Group aangesloten zijn.
In 2021 telde Beacon 123 inwoners tegenover 184 in 2006.
Beacon heeft een gemeenschapscentrum (Community Resource Centre), een openbare bibliotheek, een basisschool, een geneeskundig centrum, twee kerken en verscheidene sportfaciliteiten. In 2010 werd een mannenclub (Men's Shed) opgericht en in 2011 een oorlogsmonument onthuld. Het gebouw van de mannenclub kreeg in 2017 een bijbouw om de landbouwmachines die de leden gerestaureerd hadden onderdak te geven.

## Bezienswaardigheden
In het 'Beacon Central Community Resource Centre' is een toerismekantoor ondergebracht met informatie over onder meer:
- Billiburning Rock, een natuurreservaat met een ontsluiting van waarop men een panoramisch uitzicht heeft over de streek.
- Datjoin Well & Rock Reserve, een natuurreservaat met een in de vroege jaren 1900 door sandelhoutsnijders gebouwde waterput. In de lente kan men er wilde bloemen en orchideeën bekijken.
- Tampu Well, een door de overheid gebouwde waterput waar schaapherders, goudzoekers en sandelhoutsnijders gebruik van maakten. In de nabijheid is ook een door de Aborigines gebruikte waterbron (En:'gnamma hole') te bezichtigen.
- Karroun Hill Nature Reserve, een natuurreservaat dat tussen Lake Moore en de rabbit-proof fence ligt.
- Crimpy's Tank, een in 1966 gebouwde watertank die regenwater opvangt door middel van een lage stenen muur.
- The Wheatbelt Way, een 800 kilometer lange toeristische autoroute door de streek langs 24 informatiepanelen over natuurlijke of geschiedkundige bezienswaardigheden.
- Beacon Botanical Park, een wandeling langs een keur aan inheemse planten.
- Beacon Museum, een streekmuseum.
- Beacon HistoricWalking Trail, een 2 kilometer lange wandeling door het dorp langs het plaatselijke erfgoed.[12]

## Transport
De Great Eastern Highway kan via Bencubbin bereikt worden.
De spoorweg die door Beacon loopt maakt deel uit van het goederenspoorwegnetwerk van Arc Infrastructure.

## Klimaat
Beacon kent een warm steppeklimaat, BSh volgens de klimaatclassificatie van Köppen.

## Galerij

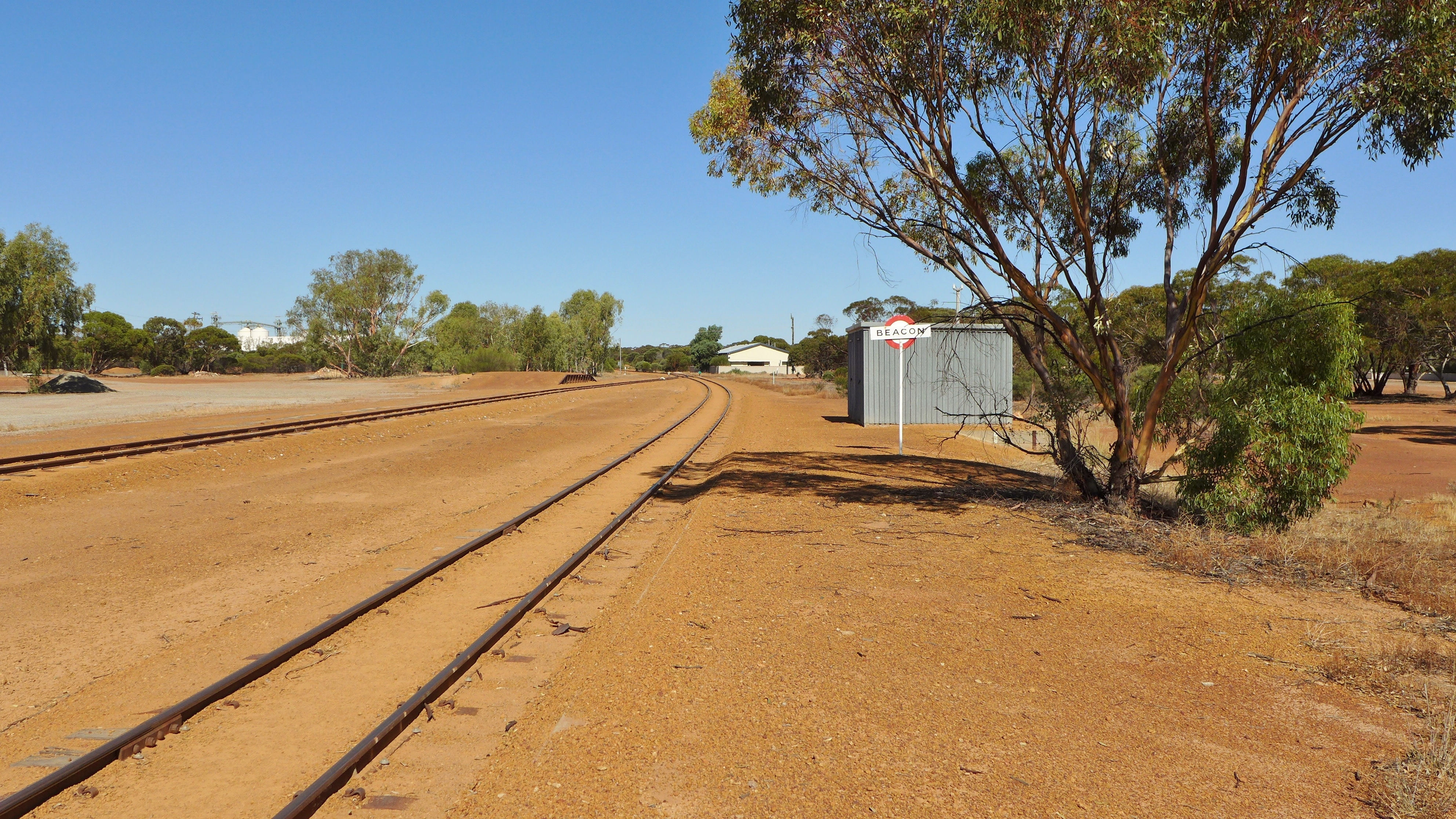
spoorwegstation Beacon anno 2014
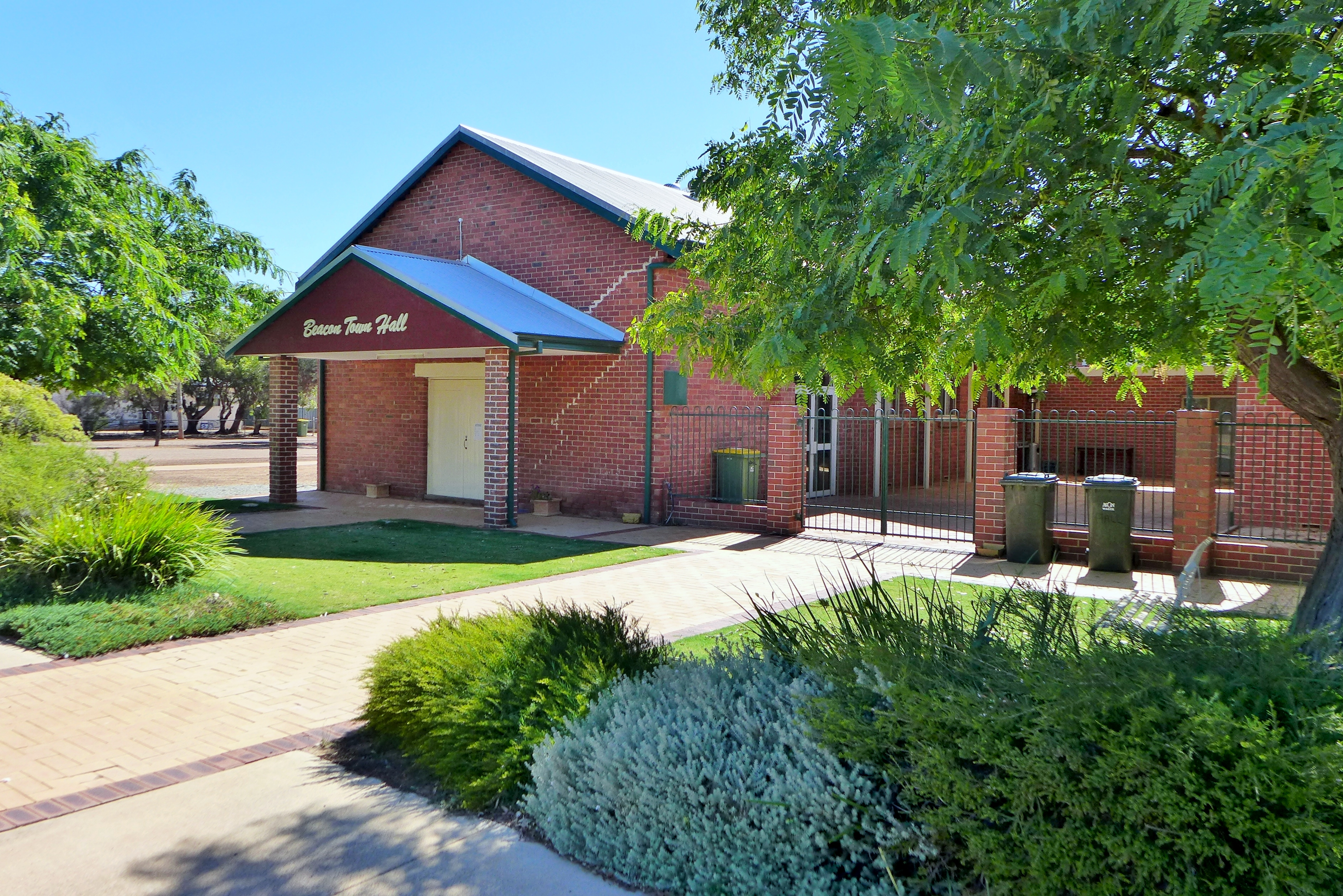
Beacon Town Hall
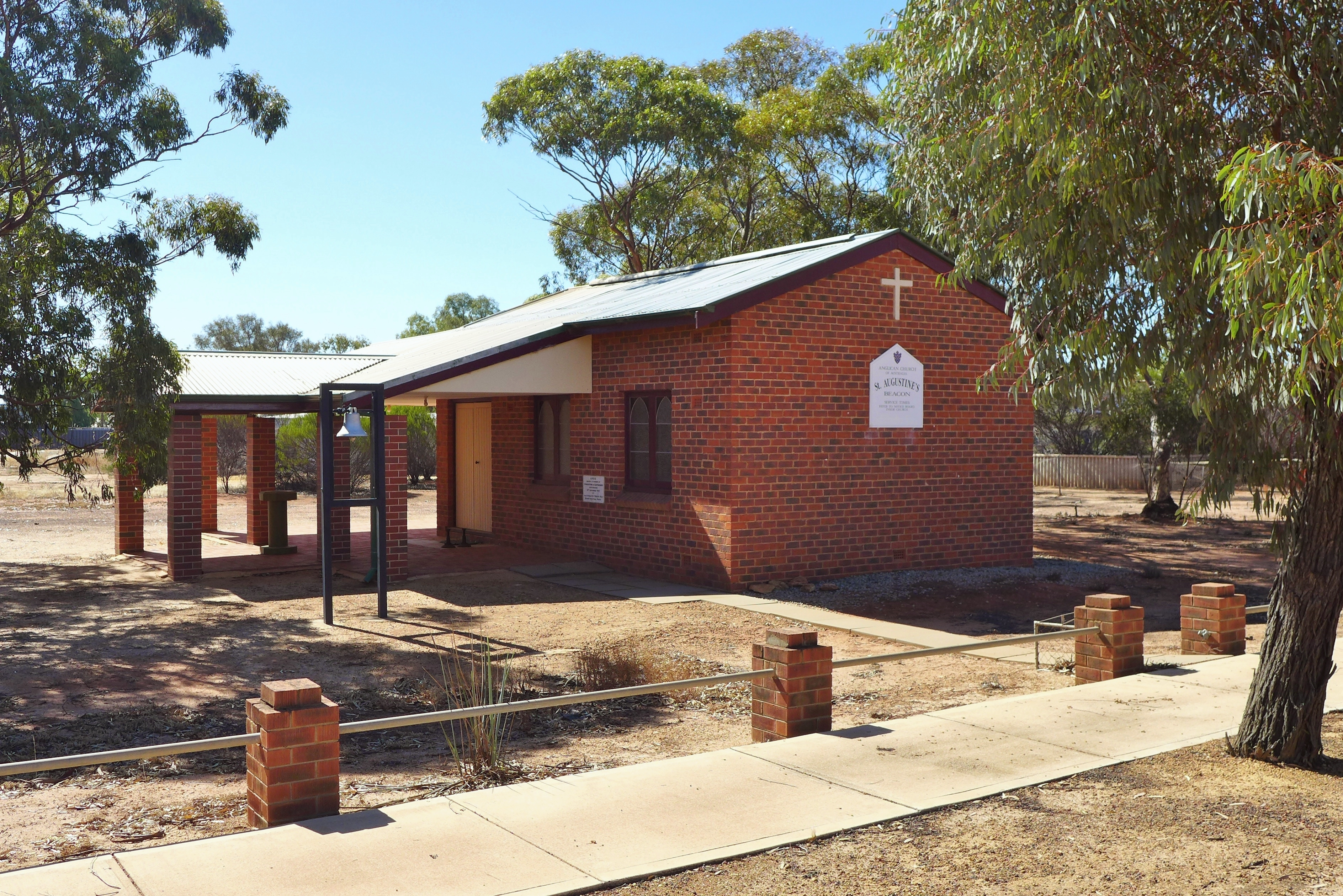
Anglicaanse kerk
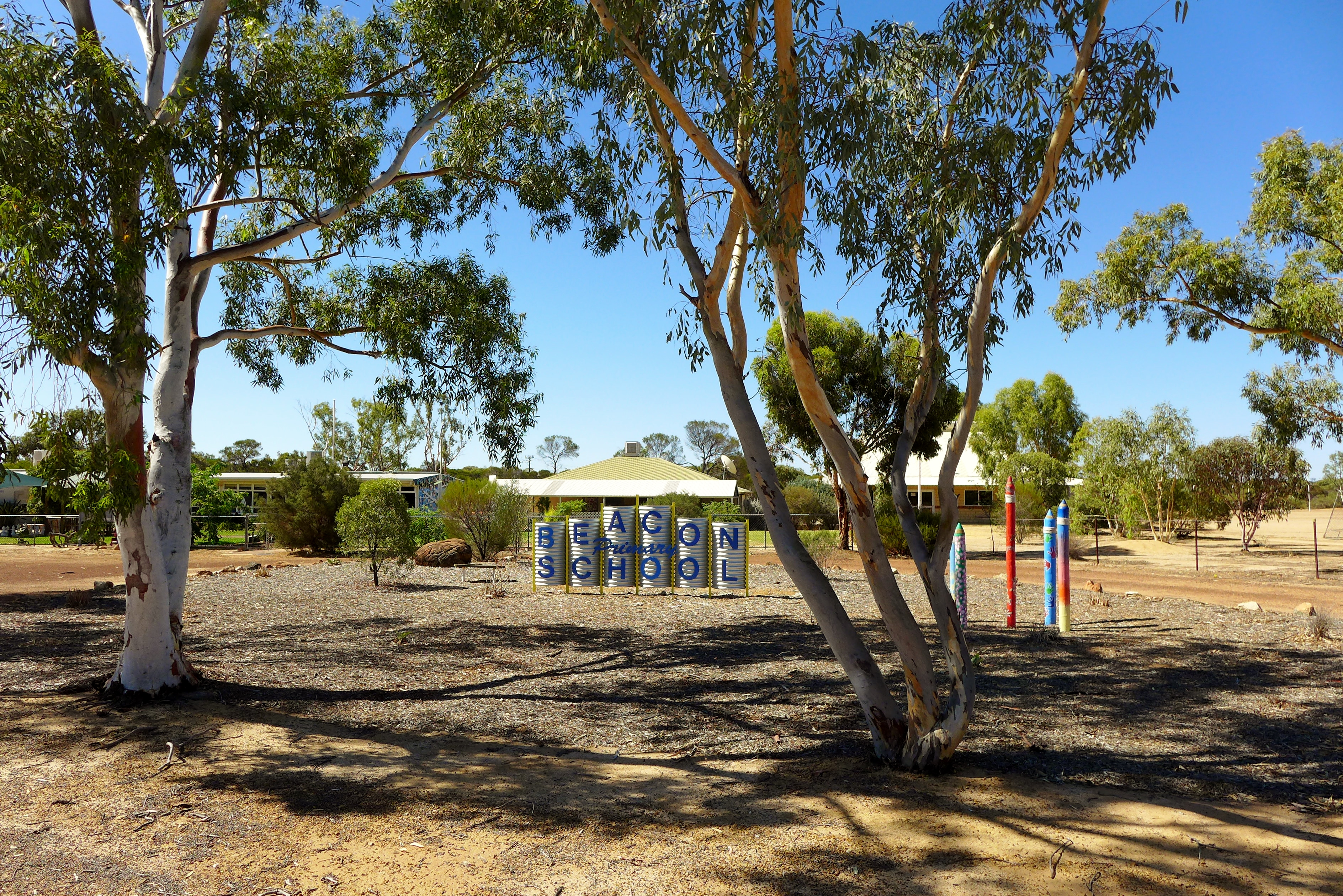
basisschool
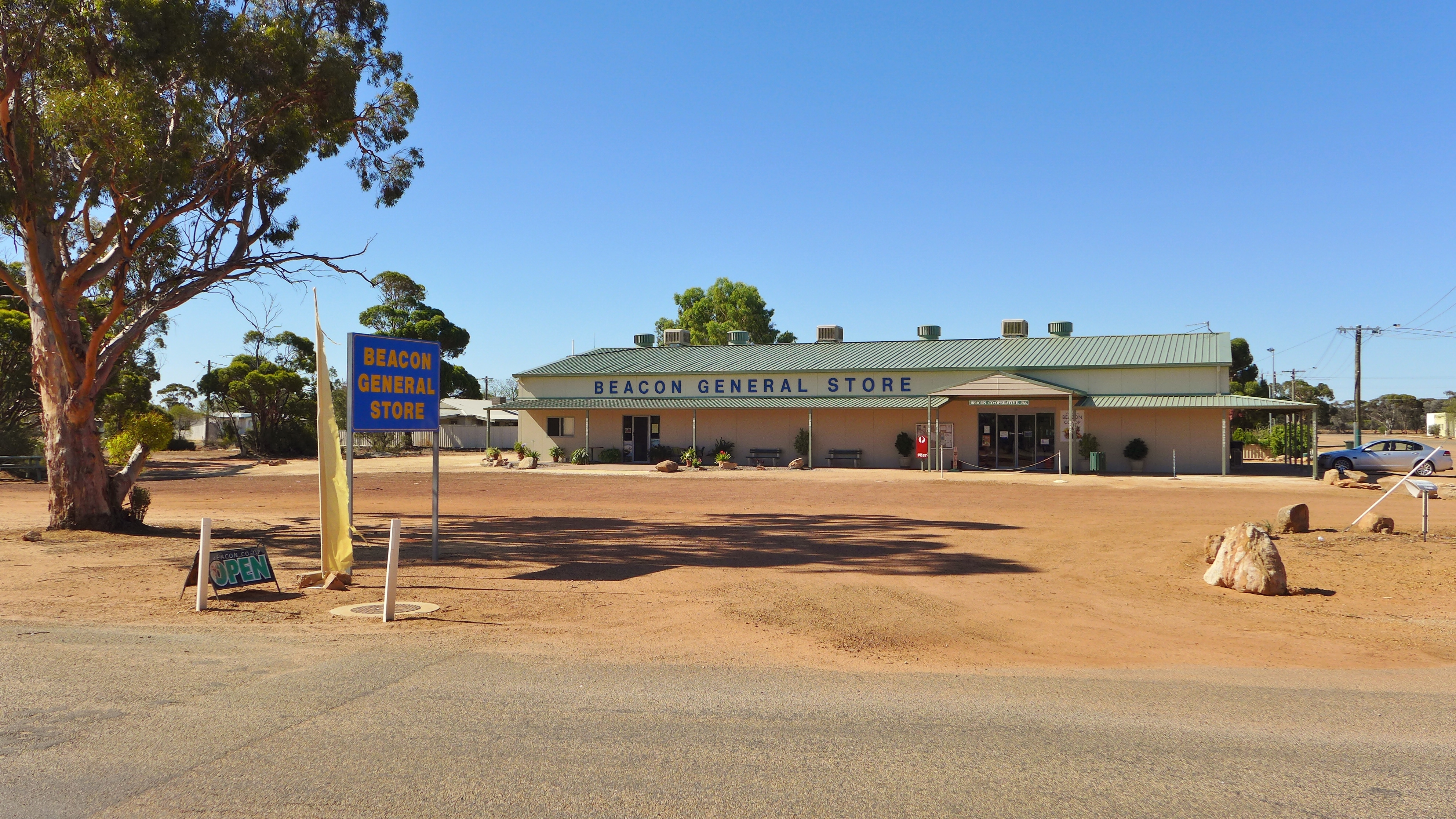

Aldersyde · Amery · Ardath · Arthur River · Baandee · Babakin · Badgingarra · Badjaling · Bailup · Bakers Hill · Balkuling · Ballaying · Ballidu · Beacon · Beenong · Beermullah · Bejoording · Belka · Bencubbin · Bendering · Benjaberring · Beverley · Bilbarin · Bindi Bindi · Bindoon · Bodallin · Bolgart · Bonnie Rock · Boolading · Booraan · Brookton · Bruce Rock · Bullaring · Bullfinch · Bulyee · Bungulla · Buntine · Burakin · Burracoppin · Cadoux · Calingiri · Campion · Caraban · Carrabin · Cataby · Cervantes · Chandler · Chittering · Clackline · Cold Harbour · Congelin · Coomberdale · Copley · Corrigin · Cowcowing · Crossman · Cuballing · Culbin · Cunderdin · Dalwallinu · Dandaragan · Dangin · Darkan · Dattening · Dongolocking · Doodlakine · Dowerin · Dudinin · Dumbleyung · Duranillin · Dwarda · Ejanding · Elabbin · Erikin · Gabbin · Gingin · Goomalling ·  Grass Valley · Greenhills · Guilderton · Gwambygine · Harrismith · Highbury · Hines Hill · Holt Rock · Hyden · Jelcobine · Jennacubbine · Jennapullin · Jitarning · Jurien Bay · Kalannie · Karlgarin · Kellerberrin · Kondinin · Kondut · Koojan · Koolyanobbing · Koorda · Korbel · Korrelocking · Kukerin · Kulin · Kulja · Kulyaling · Kunjin · Kununoppin · Kweda · Kwelkan · Kwolyin · Lancelin · Lake Brown · Lake Grace · Lake King · Ledge Point · Manmanning · Marvel Loch · Meckering · Meenaar · Merredin · Miling · Minnivale · Mogumber · Mokine · Moodiarrup · Mooliabeenee · Moora · Moorine Rock · Moorumbine · Moulyinning · Mount Hardey · Mount Kokeby · Mount Walker · Muchea · Mukinbudin · Muntadgin · Nalya · Nangeenan · Narembeen · Narrogin · New Norcia · Newdegate · Nilgen · Nokaning · North Bannister · Northam · Nukarni · Nungarin · Pantapin · Piawaning · Piesseville · Pingaring · Pingelly · Pithara · Popanyinning · Quairading · Quindanning · Regans Ford · Seabird · Shackleton · Southern Cross · Spencers Brook · Tammin · Tincurrin · Toodyay · Trayning · Varley · Wagin · Walebing · Walgoolan · Wandering · Wannamal · Watheroo · Welbungin · West Dale · West Toodyay · Westonia · Wialki · Wickepin · Wilbinga · Williams · Wongan Hills · Woodridge · Wubin · Wundowie · Wyalkatchem · Yealering · Yelbeni · Yellowdine · Yilliminning · Yerecoin · York · Yorkrakine · Yornaning · Yoting · Youndegin